# Campandré-Valcongrain

Campandré-Valcongrain este o comună în departamentul Calvados, Franța. În 1 ianuarie 2018 avea o populație de 90 de locuitori.